# جعبه‌ماهی خاردار
جعبه‌ماهی خاردار (نام علمی: Chilomycterus schoepfii) نام یک گونه از تیره خارپشت‌ماهیان است.